# James Faulkner
James Faulkner (født 18. juli 1948) er en britisk skuespiller. Han er bedst kendt for at spille pave Sixtus 4. i tv-serien Da Vinci's Demons (2013–2015), Randyll Tarly i tv-serien Game of Thrones (2016–2017), og Paulus i filmen Paul, Apostle of Christ (2018).

## Filmografi

### Film
| År   | Titel                                  | Rolle                             | Noter |
| ---- | -------------------------------------- | --------------------------------- | ----- |
| 1972 | The Great Waltz                        | Josef Strauss                     |       |
| 1974 | The Abdication                         | Magnus de la Gardie               |       |
| 1975 | Conduct Unbecoming                     | 2nd Lt. Edward Millington         |       |
| 1976 | Whispering Death                       | Terrick                           |       |
| 1979 | Zulu Dawn                              | Teignmouth Melvill                |       |
| 1980 | Flashpoint Africa                      | Ramon Funes                       |       |
| 1981 | Priest of Love                         | Aldous Huxley                     |       |
| 1983 | Eureka                                 | Roger                             |       |
| 1989 | The Shadow Trader                      |                                   |       |
| 1992 | Carry On Columbus                      | Torquemada                        |       |
| 1992 | Lovejoy 'Friends in High Places'       | Alfredo Pereira                   |       |
| 1996 | Crimetime                              | Crowley                           |       |
| 1997 | A Kid in Aladdin's Palace              | Luxor                             |       |
| 2001 | Burning Down the House                 | Hal Lander                        |       |
| 2001 | Bridget Jones's Diary                  | Uncle Geoffrey                    |       |
| 2003 | I Capture the Castle                   | Aubrey Fox-Cotton                 |       |
| 2004 | Bridget Jones: The Edge of Reason      | Uncle Geoffrey                    |       |
| 2004 | Agent Cody Banks 2: Destination London | Lord Duncan Kenworth              |       |
| 2005 | Colour Me Kubrick                      | Oliver                            |       |
| 2006 | The Conclave                           | Cardinal Guillaume D'Estouteville |       |
| 2006 | The Good Shepherd                      | Lord Cooper                       |       |
| 2006 | Day of Wrath                           | Friar Anselmo                     |       |
| 2007 | Hitman                                 | Smith Jamison                     |       |
| 2008 | The Bank Job                           | Guy Singer                        |       |
| 2011 | X-Men: First Class                     | Swiss Bank Manager                |       |
| 2016 | Bridget Jones's Baby                   | Uncle Geoffrey                    |       |
| 2016 | Underworld: Blood Wars                 | Cassius                           |       |
| 2017 | Final Portrait                         | Pierre Matisse                    |       |
| 2017 | Atomic Blonde                          | Chief C                           |       |
| 2018 | Paul, Apostle of Christ                | Paulus                            |       |
| 2021 | All Those Small Things                 | Jonathan Robbins                  |       |
| 2022 | The Devil Conspiracy                   | Cardinal Vincini                  |       |
| 2023 | Awareness                              | El Americano                      |       |
| 2024 | Chief of Station                       | Deputy Director Williams          |       |

### Tv
| År        | Titel                           | Rolle                    | Noter                                                                     |
| --------- | ------------------------------- | ------------------------ | ------------------------------------------------------------------------- |
| 1976      | I, Claudius                     | Herod Agrippa            | TV serial, 6 episodes                                                     |
| 1978      | Hazell                          | Gordon Gregory           | 6 episodes                                                                |
| 1985      | The Bill                        | Sidney Sharman           | Episode: Burning the Books                                                |
| 1986      | First Among Equals              | Simon Kerslake           | TV serial                                                                 |
| 1988      | The Hound of the Baskervilles   | Stapleton                | Alongside Jeremy Brett and Edward Hardwicke for the Granada TV production |
| 1989      | Frederick Forsyth Presents      | Markus Vogel             | Just Another Secret (1989)                                                |
| 1989      | Agatha Christie's Poirot        | Major Eustace            | Episode: Murder in the Mews (Series 1 Episode 2)                          |
| 1992      | The Blackheath Poisonings       | Roger Vandervent         | 3 episodes                                                                |
| 1994      | Wycliffe                        | Steven Lander            | Episode: The Dead Flautist (Series 1 Episode 2)                           |
| 1998      | Taggart                         | Colonel Robert Falkirk   | Episode: Dead Reckoning (Series 14 Episode 41)                            |
| 2010      | Ben Hur                         | Marcellus                | TV mini-series, 2 episodes                                                |
| 2010      | Spooks                          | Robert Westhouse         | Series 9 Episode 2                                                        |
| 2013–2015 | Da Vinci's Demons               | Pope Sixtus IV           | 24 episodes                                                               |
| 2014      | Downton Abbey                   | Lord Sinderby            | 4 episodes                                                                |
| 2016–2017 | Game of Thrones                 | Randyll Tarly            | 5 episodes                                                                |
| 2016      | Life on Earth: A New Prehistory | Narrator                 | 3 episodes                                                                |
| 2018      | Death in Paradise               | Frank O'Toole            | Episode: Written in Murder (Series 7 Episode 3)                           |
| 2018      | Watership Down                  | Frith                    | Episode: The Journey                                                      |
| 2020      | The Alienist                    | Cornelius Vanderbilt II  | Recurring role                                                            |
| 2020      | Wizards: Tales of Arcadia       | King Arthur/Green Knight | Main Voice Role                                                           |
| 2021      | Tribes of Europa                | General Cameron          | Recurring role                                                            |
| 2022      | Slow Horses                     | Charles Partner          | Recurring role - Episodes 2 & 6                                           |

### Computerspil
| Year | Titel                                  | Rolle                            | Noter |
| ---- | -------------------------------------- | -------------------------------- | ----- |
| 2001 | Walking with Beasts: Operation Salvage | stemme                           |       |
| 2009 | Harry Potter and the Half-Blood Prince | Professor Severus Snape (stemme) |       |
| 2012 | Blades of Time                         | Narrator, Brutal Lich (stemme)   |       |
| 2014 | Dragon Age: Inquisition                | Cassandra's Associate (stemme)   |       |
| 2016 | The Turing Test                        | T.O.M (stemme)                   |       |
| 2018 | League of Legends                      | Swain (stemme)                   |       |